# Kuća u Omišu, Knezova Kačića 4
Kuća u gradiću Omišu, na adresi Knezova Kačića 4, nalazi se u zapadnom dijelu grada nasuprot Crkve sv. Roka. Sastoji se od prizemlja i dva kata. Uskim glavnim pročeljem je okrenuta prema ulici. Istočno pročelje gleda u dvorište. Kuća ima zidani dimnjak. U potkrovlju je dvostrešni luminar. Dvorište je popločano. Sjeverno pročelje poduprto je s dva rasteretna luka. Kuća je građena od pravilnije klesanog kamena. U prizemlju su kvadri bolje obrađeni i užih sljubnica. Krov je dvostrešan s pokrovom od kupe kanalice. Kuća je građena u XVIII. stoljeću i ipada tipu jednostavne kuće pučke barokne arhitekture.

## Zaštita
Pod oznakom Z-5133 zavedena je pod vrstom "nepokretno kulturno dobro - pojedinačno", pravna statusa zaštićena kulturnog dobra, klasificirano kao "stambene građevine".